# William Togui
 (août 2024).
Si vous disposez d'ouvrages ou d'articles de référence ou si vous connaissez des sites web de qualité traitant du thème abordé ici, merci de compléter l'article en donnant les références utiles à sa vérifiabilité et en les liant à la section « Notes et références ».
William Togui, né le 7 août 1996 à Lakota, est un footballeur international ivoirien qui joue au poste d'attaquant avec l'APR FC.

## Biographie

### En club
Il inscrit 23 buts dans le championnat de Côte d'Ivoire lors de la saison 2017-2018, ce qui fait de lui le meilleur buteur du championnat.
En juillet 2019, il joue avec le KV Malines la Supercoupe de Belgique, face au KRC Genk (défaite 3-0). William Togui est titulaire lors de ce match.

### En équipe nationale
Il joue son premier match en équipe de Côte d'Ivoire le 14 janvier 2018, contre la Namibie. Ce match perdu 0-1 rentre dans le cadre du championnat d'Afrique des nations 2018.

## Palmarès
- Vice-champion de Côte d'Ivoire en 2018 avec le SC Gagnoa
- Finaliste de la Supercoupe de Belgique en 2019 avec le KV Malines
- Championnat de Tunisie : 2021